# Dianne Wiest
Dianne Wiest (28. ožujka 1948., Kansas City, SAD) američka je glumica. Imala je uspješnu karijeru u kazalištu, na televiziji i na filmu. Dvaput je osvojila Oscara, dvaput Emmy i jedanput Zlatni globus. 

## Životopis
Wiest je rođena u Kansas Cityu. Otac joj je bio dekan na koledžu i bivši psihijatar u američkoj vojsci. Majka joj je bila medicinska sestra. Ima dva brata Grega i Dona Wiesta. Željela je biti balerina, ali se u srednjoj školi prebacila u kazalište. Prvi je put nastupila u It's My Turn (1980.), ali nije se stabilizirala kao filmska glumica sve do suradnje s Woodyjem Allenom u osamdesetim.
Studirala je glumu na Sveučilištu u Marylandu. Poslije je imala sporednu ulogu na New York Shakespeare Festivalu. Također je glumila u Long Wharf Theatreu u New Havenu. Debitirala je na Broadwayu prikazom Solitaire/Double Solitaire. Radila je četiri godine kao član Arena Stagea u Washingtonu u nezaboravnim ulogama kao Emily u Our Town, Honey u Who's Afraid of Virginia Woolf? i glavne uloge u The Dybbuk, The Lower Depths, Heartbreak House.
1976. Wiest je otišla u National Playwrights Conference i nastupila u glavnim ulogama u predstavama Pirates i A History of the American Film. U javnom kazalištu je igrala ulogu Cassandre u Agramenonu. Pojavila se u dvije predstave Tine Howe: Museum i The Art of Dining. 
U ranim osamdesetim pojavljuje se na Broadwayu u predstavi Frankestein. Glumila je i s Johnom Lithgowom u romantičnoj ekscentričnoj komediji Beyond Therapy.
Tijekom osamdesetih dobila je priznanje za ulogu u predstavi Hedda Gabler i za uloge u A Kind of Alaska te Serenading Louie.
Budući da se Wiest pokazala filmskom glumicom zahvaljujući radu s Allenom u njegovim filmovima, rjeđe je bila na raspolaganju za uloge u kazalištu.
Ipak se 1990. pojavila u predstavama In the Summer House, Square One, The Shawl, One Flea Spare. Godine 2003. s Al Pacinom i Marisom Tomei nastupila je u predstavi Salome. Pojavila u National Memorial Day Concert u dijalogu s Katie Holmes 2009. slaveći život američkog veterana teško ranjenog u Iraku.
Pod Allenovom redateljskom palicom osvojila je Oscara za najbolju sporednu glumicu za Hannah and Her Sisters 1987., a istu nagradu dobila je i 1994. za Bullets Over Broadway. Godine 1994. dobila je i Zlatni globus za najbolju sporednu glumicu.
Dobitnica je dva Emmya, prvi je dobila za ulogu u seriji Road to Avonlea 1989. kao najbolja gostujuća glumica, a drugi za ulogu u seriji In Treatment kao najbolja sporedna glumica 2008. Godine 2009. nominirana je za istu nagradu, ali nije je dobila.